# Eitzenberg (Iffeldorf)
Eitzenberg (veraltet auch Eizenberg) ist ein Ortsteil der oberbayerischen Gemeinde Iffeldorf im Landkreis Weilheim-Schongau. Die Einöde liegt circa 3,5 Kilometer ostnordöstlich vom Iffeldorfer Ortskern.
Nördlich von Eitzenberg liegen die Eitzenberger Weiher.

## Geschichte
Erstmals erwähnt wird Eitzenberg als „Yzenberch“ im Urbar der Herren von Seefeld-Peißenberg aus der Zeit zwischen 1300 und 1320.
In Eitzenberg bestand mindestens seit dem frühen 16. Jahrhundert ein dem Kloster Wessobrunn zinspflichtiger 1⁄8-Hof von dem im Höhenkirchener Salbuch berichtet wird. Wohl im Jahr 1674 wurde Eitzenberg kurfürstliches Lehen, d. h. der Hof wurde dem Bauern zum Familienbesitz gegeben. 1975 wurde die Landwirtschaft aufgegeben.

### Einwohnerentwicklung
| Jahr | Einwohner |
| ---- | --------- |
| 1825 | 7         |
| 1830 | 7         |
| 1871 | 10        |
| 1925 | 8         |
| 1950 | 8         |
| 1970 | 3         |
| 1987 | 0         |

## Baudenkmäler

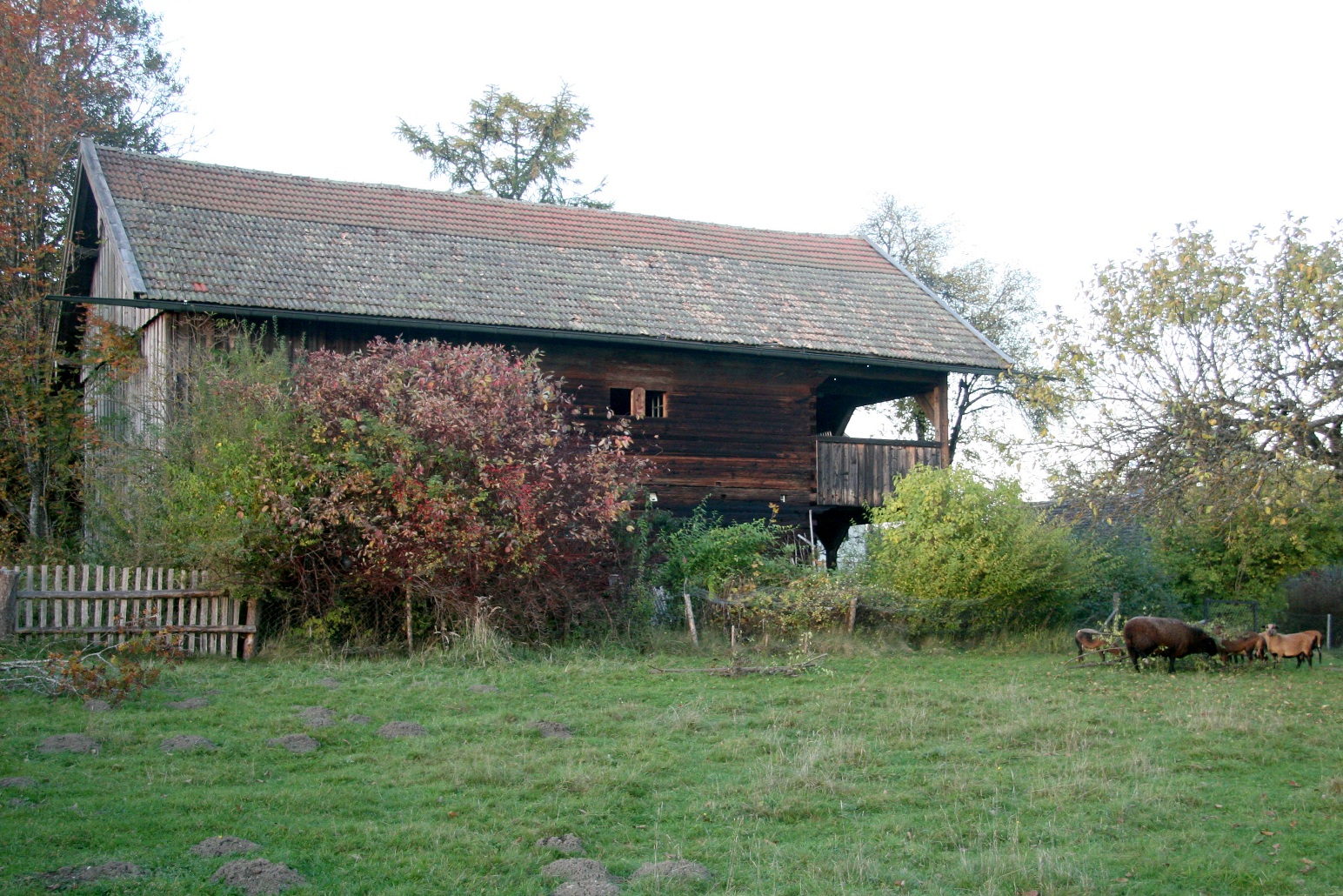
Getreidekasten

- Ehemaliger zweigeschossiger Getreidekasten mit jüngerem Laubenvorbau, bezeichnet 1604[6]